# Bulverde
|  | Dieser Artikel wurde aufgrund von inhaltlichen Mängeln auf der Qualitätssicherungsseite des Projektes USA eingetragen. Hilf mit, die Qualität dieses Artikels auf ein akzeptables Niveau zu bringen, und beteilige dich an der Diskussion! Eine nähere Beschreibung der zu behebenden Mängel fehlt. |

Bulverde ist eine Stadt im Comal County im US-Bundesstaat Texas. Das U.S. Census Bureau hat bei der Volkszählung 2020 eine Einwohnerzahl von 5692 ermittelt. Das Stadtgebiet hat eine Größe von 19,7 km². Bulverde liegt ungefähr 37 km nördlich von San Antonio.